# ジョージ・ネルソン

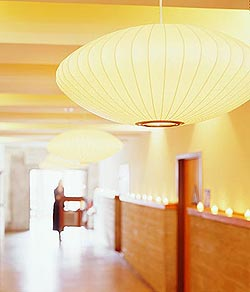
ジョージ・ネルソン

ジョージ・ネルソン（George Nelson、1908年5月29日 - 1986年3月5日）は、アメリカ合衆国のデザイナー、建築家、編集者。

## 経歴
1908年、コネチカット州ハートフォード生まれ。家具デザイナー、建築家。
1931年にイェール大学で建築の学位を取得、その後ローマのアメリカン・アカデミーで学び、ニューヨークにてウィリアム・ハンビーと共同で建築事務所を設立する。建築雑誌の副編集長を務め、多くの著書を出版した。大学講師も務めた。
1946年から20年間ハーマンミラー社でデザイン部長を務める。その間、当時無名だったチャールズ・イームズ、レイ・イームズ夫妻の才能を見出し、同社のデザイナーとして起用する。他にもイサム・ノグチ、エーロ・サーリネンらを招き、同社を一躍世界的な家具メーカーへと成長させた。
自身もデザイナーとして活躍し、ココナッツチェア(Coconut Chair)、スワッグド・レッグ・チェア(Sｗagged-Leg Chair)、マシュマロソファ（1956年、Marshmallow Sofa）、Nelson Clock Series、Nelson Platform Benchなどの名作家具をデザインした。

## 日本とのかかわり
1956年から通商産業省が主体となって15年間行われた外国人意匠専門家等招聘委員会の第2回において来日している。

## 作品

### ココナッツチェア (Coconut Chair)
1955年。FRP、スチールロッド、ウレタンフォーム、レザー張り。FRPをココナッツの割れた殻のような形（三角形の真ん中をへこませた形の3次元曲面）に成型し、クッションとレザーで覆っている。

### スワッグド・レッグ・チェア　(Sｗagged-Leg Chair)
1958年。FRP、ステンレススチール。Swagged-legとは、「垂れ下がった脚」という意味。座と背はFRP一体型にはせず、それぞれ単体にしてステンレスパイプでつなげている。

### マシュマロソファ（Marshmallow Sofa）
1956年。スチール、ウレタンフォーム、ビニールクロスまたはレザー張り。カラフルな色のクッションがいくつも取り付けられたポップなソファ。